# Oncoba ngounyensis
Oncoba ngounyensis là một loài thực vật có hoa trong họ Liễu. Loài này được (Pellegr.) S. Hul mô tả khoa học đầu tiên năm 1995.